# Neutrônio
O neutrônio, ou neutrónio, também chamado de elemento zero ou neutrito, é um termo que foi criado pelo professor Andreas von Antropoff em 1926, que usou esse elemento como centro de sua tabela periódica. O neutrônio consiste em uma substância sem prótons, munida apenas de nêutrons. Foi usado por temos na ficção científica e na literatura popular para se referir a uma fase da matéria extremamente densa.
O sentido do termo mudou, e a partir da segunda metade do século XX passou a ser usado legitimamente para referir-se à partículas localizadas nos centros das estrelas de neutrões.